# Ucrainenii din Republica Moldova
Ucrainenii (în ucraineană українці) reprezintă cea mai numeroasă minoritate etnică din Republica Moldova. La recensământul populației din 2004 au fost înregistrați 442.475 de etnici ucraineni sau 11,23% din populația țării (dintre care 282.406 persoane [8,34%] în dreapta Nistrului și 160.069 de persoane [28,82%] în stînga Nistrului).
Ucrainenii locuiesc preponderent în nordul și estul țării (raioanele Rîșcani, Glodeni, Edineț, Briceni, Ocnița, Drochia, Camenca, Rîbnița), dar și în orașele mari (Chișinău, Bălți, Tiraspol și Tighina).
În unele regiuni, ucrainenii dețin un nume alternativ – „hoholi” (mai ales în nordul țării).

## Demografie

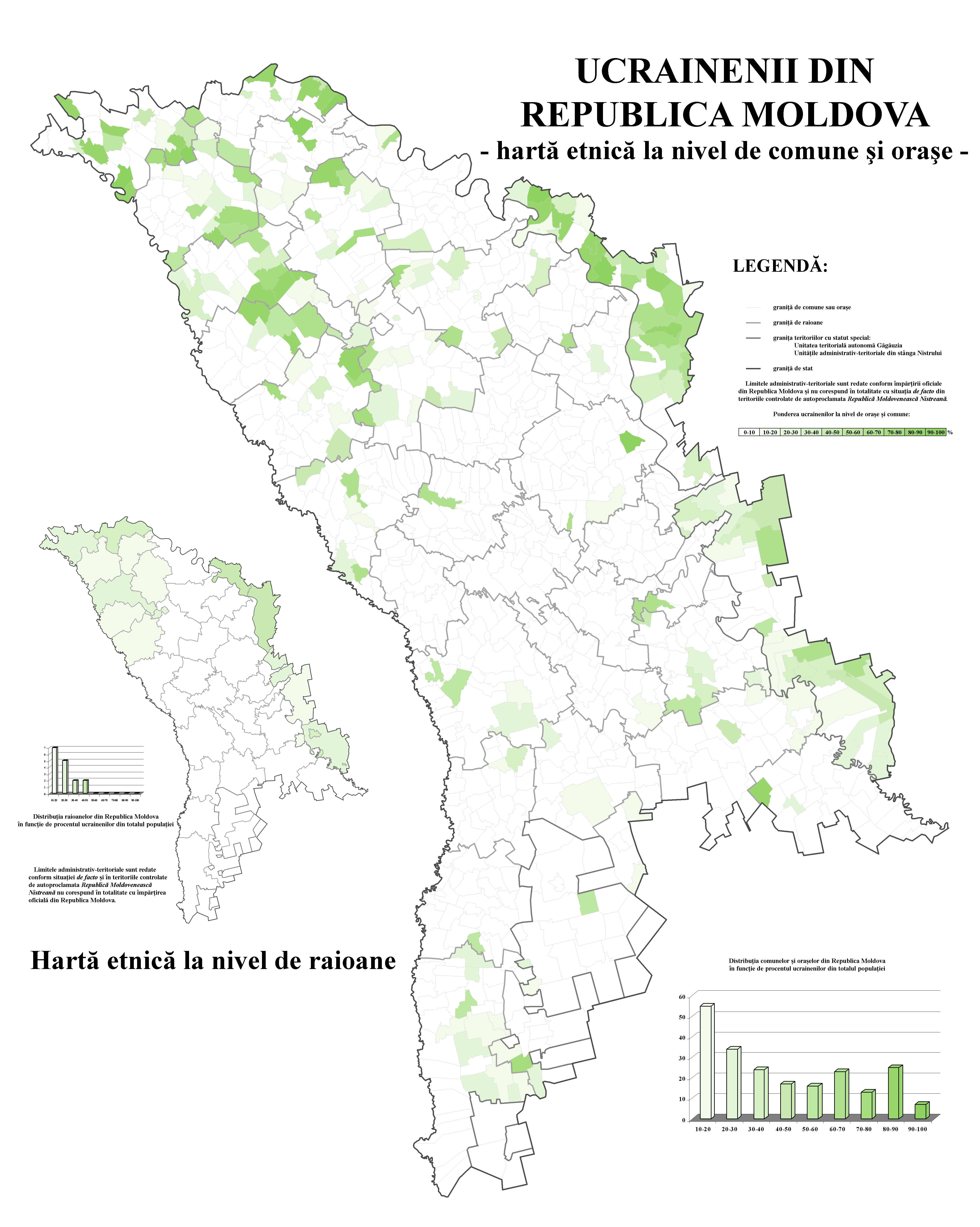
Ponderea ucrainenilor în Republica Moldova la nivel de comune

### Dinamica numărului
| An   | Număr   | % din tot. populației | % creșt./ descreșt. |
| ---- | ------- | --------------------- | ------------------- |
| 1817 | 30.000  | 6,2%                  | ▬                   |
| 1856 | 119.000 | 12,0%                 | ▲296,7%             |
| 1897 | 379.698 | 19,6%                 | ▲219,1%             |
| 1930 | 315.004 | 11,0%                 | ▼17,0%              |
| 1941 | 261.200 | 11,1%                 | ▼17,1%              |
| 1959 | 420.820 | 14,6%                 | ▲61,1%              |
| 1970 | 506.560 | 14,2%                 | ▲20,4%              |
| 1979 | 560.679 | 14,2%                 | ▲10,7%              |
| 1989 | 600.366 | 13,8%                 | ▲7,1%               |
| 2004 | 442.475 | 11,2%                 | ▼26,3%              |

### Populația după subdiviziune teritorială (recensământul din 2004)
| Subdiviziune         | Ucraineni | Procentaj |
| -------------------- | --------- | --------- |
| Raionul Rîbnița      | 37.554    | 45,41%    |
| Raionul Camenca      | 11.610    | 42,55%    |
| Municipiul Tiraspol  | 52.841    | 32,97%    |
| Raionul Ocnița       | 17.351    | 30,70%    |
| Raionul Dubăsari     | 10.594    | 28,29%    |
| Raionul Briceni      | 19.939    | 25,55%    |
| Municipiul Bălți     | 30.288    | 23,74%    |
| Raionul Rîșcani      | 15.632    | 22,51%    |
| Raionul Slobozia     | 20.772    | 21,70%    |
| Raionul Edineț       | 16.084    | 19,76%    |
| Raionul Glodeni      | 11.918    | 19,55%    |
| Municipiul Tighina   | 18.725    | 17,83%    |
| Raionul Grigoriopol  | 7.332     | 15,28%    |
| Raionul Dondușeni    | 5.893     | 12,69%    |
| Raionul Fălești      | 10.771    | 11,86%    |
| Raionul Drochia      | 9.849     | 11,31%    |
| Raionul Sîngerei     | 8.456     | 9,70%     |
| Raionul Florești     | 8.023     | 8,98%     |
| Municipiul Chișinău  | 58.945    | 8,27%     |
| Raionul Anenii Noi   | 6.526     | 7,99%     |
| Raionul Ungheni      | 7.743     | 7,00%     |
| Raionul Basarabeasca | 1.948     | 6,72%     |
| Raionul Cahul        | 7.842     | 6,58%     |
| Raionul Taraclia     | 2.646     | 6,13%     |
| Raionul Cimișlia     | 3.376     | 5,54%     |
| Raionul Hîncești     | 7.218     | 5,19%     |
| Raionul Soroca       | 4.752     | 5,00%     |
| Raionul Orhei        | 4.520     | 3,89%     |
| Raionul Călărași     | 2.799     | 3,73%     |
| Raionul Criuleni     | 2.692     | 3,72%     |
| Raionul Rezina       | 1.691     | 3,52%     |
| UTA Găgăuzia         | 4.919     | 3,16%     |
| Raionul Ștefan Vodă  | 2.182     | 3,09%     |
| Raionul Căușeni      | 2.469     | 2,72%     |
| Raionul Șoldănești   | 1.055     | 2,50%     |
| Raionul Leova        | 1.245     | 2,44%     |
| Raionul Cantemir     | 969       | 1,61%     |
| Raionul Telenești    | 879       | 1,25%     |
| Raionul Ialoveni     | 1.117     | 1,14%     |
| Raionul Strășeni     | 985       | 1,11%     |
| Raionul Nisporeni    | 223       | 0,34%     |

- Cu italic sunt marcate subdiviziunile din stînga Nistrului, sau controlate de separatiști.

## Personalități ucrainene din Republica Moldova
- Serghei Covalciuc, fotbalist
- Igor Dobrovolski, fost fotbalist sovietic, în prezent antrenor
- Natalia Gordienko, cântăreață și dansatoare, participantă la Eurovision 2006
- Vitali Holostenco, fost politician comunist interbelic
- Vasile Panciuc, ex-Primar general de Bălți
- Serghei Tighipko, politician ucrainean, candidat la alegerile prezidențiale din 2010
- Mark Tkaciuk, fost politician comunist (PCRM)

## Vezi și
- Colonizarea Basarabiei